# Calotartessus stalii
Calotartessus stalii är en insektsart som beskrevs av Victor Antoine Signoret 1880. Calotartessus stalii ingår i släktet Calotartessus och familjen dvärgstritar. Inga underarter finns listade i Catalogue of Life.